# Linaria reticulata
Linaria reticulata là một loài thực vật có hoa trong họ Mã đề. Loài này được (Sm.) Desf. mô tả khoa học đầu tiên.

## Hình ảnh

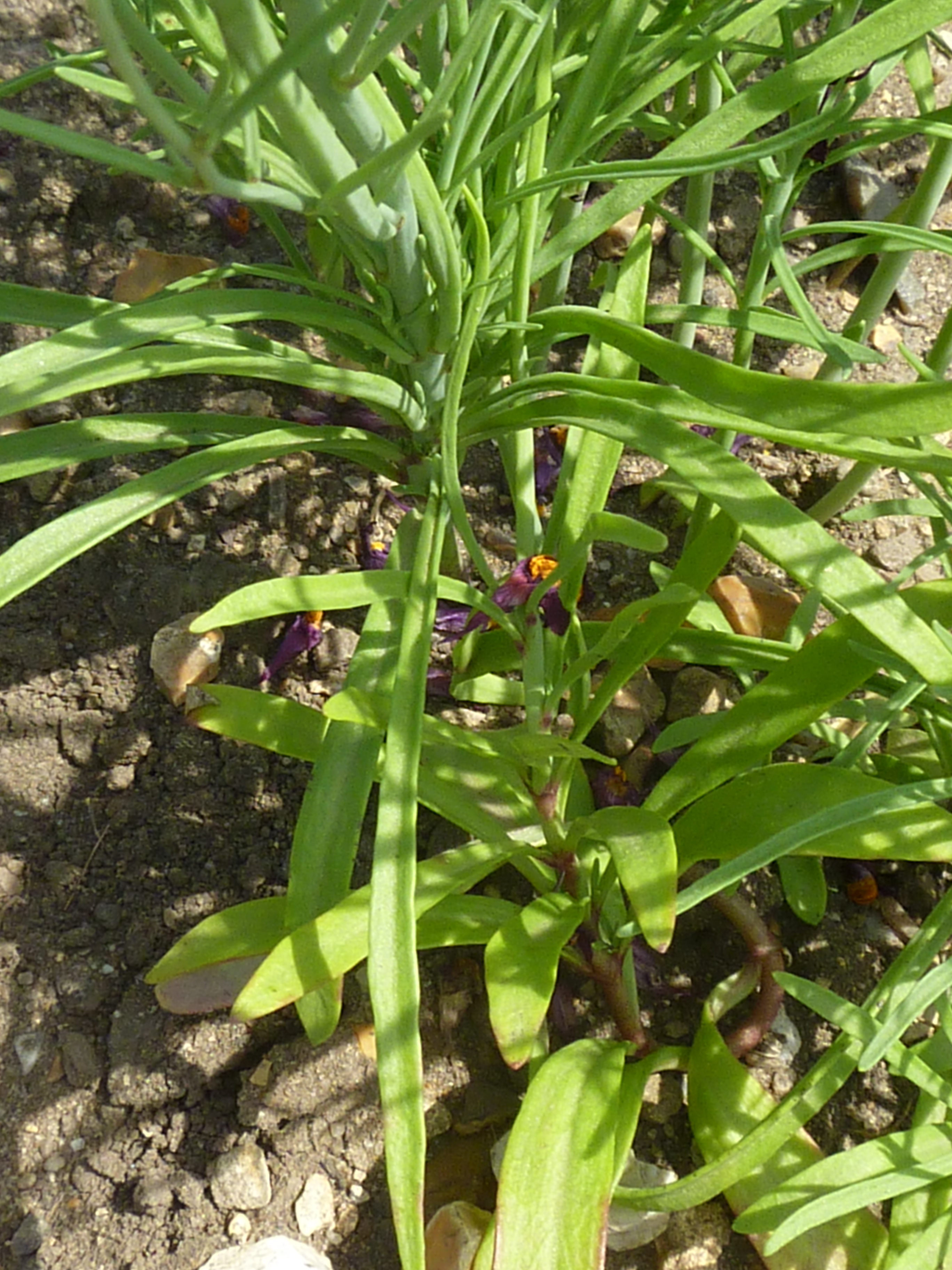
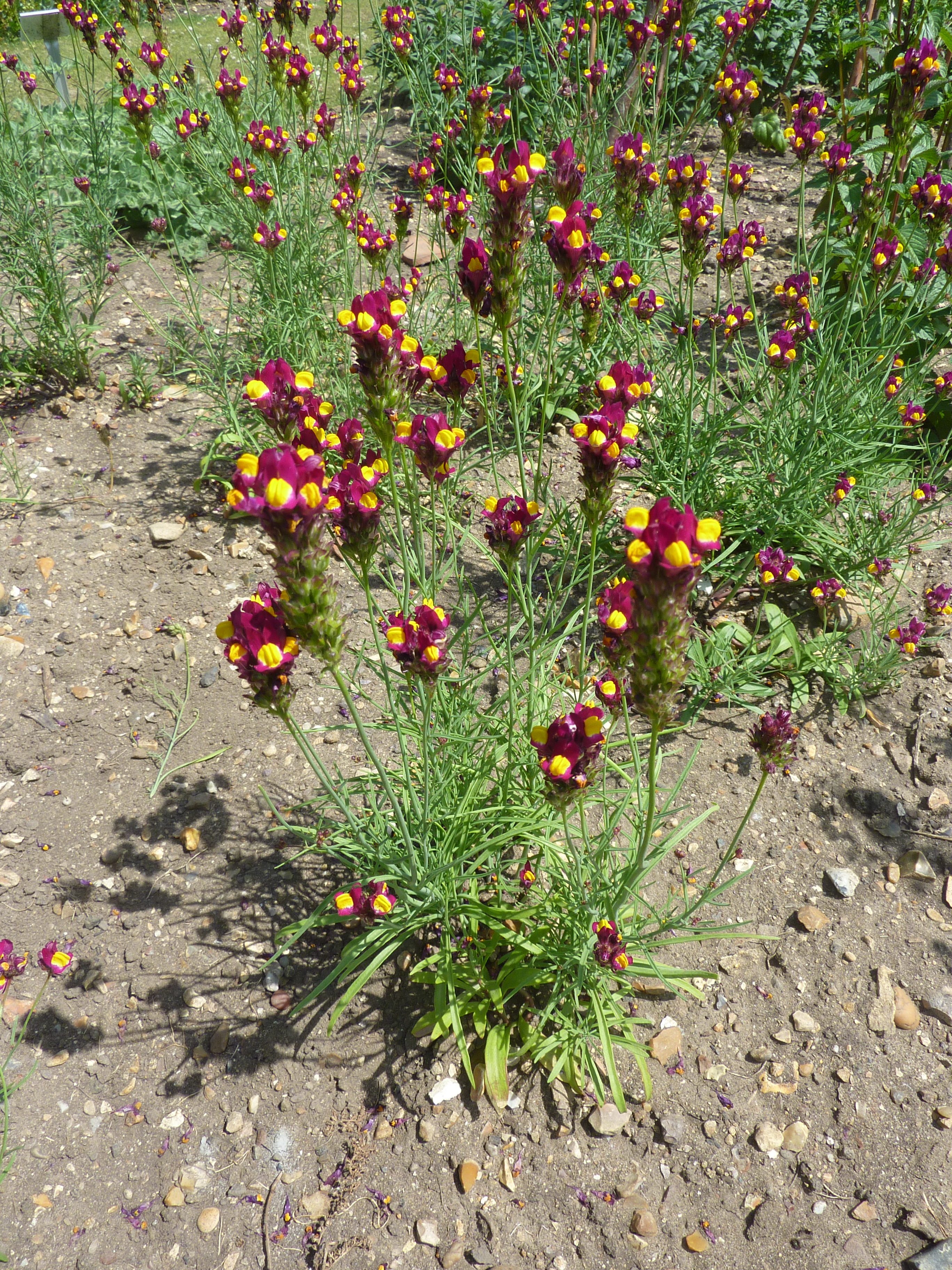
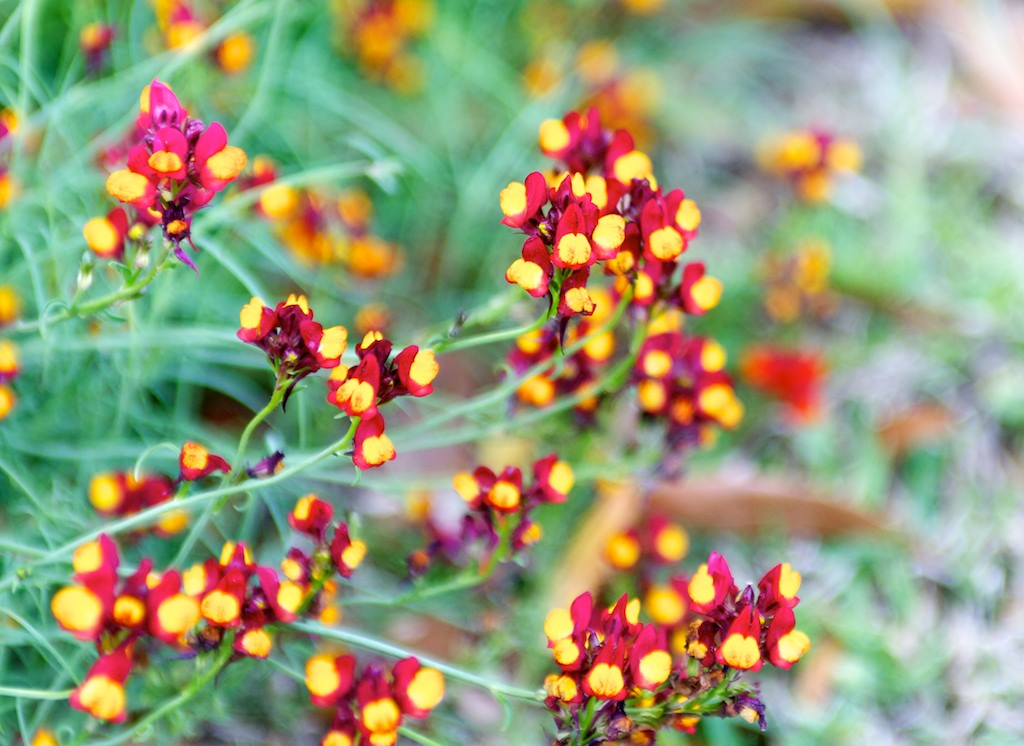
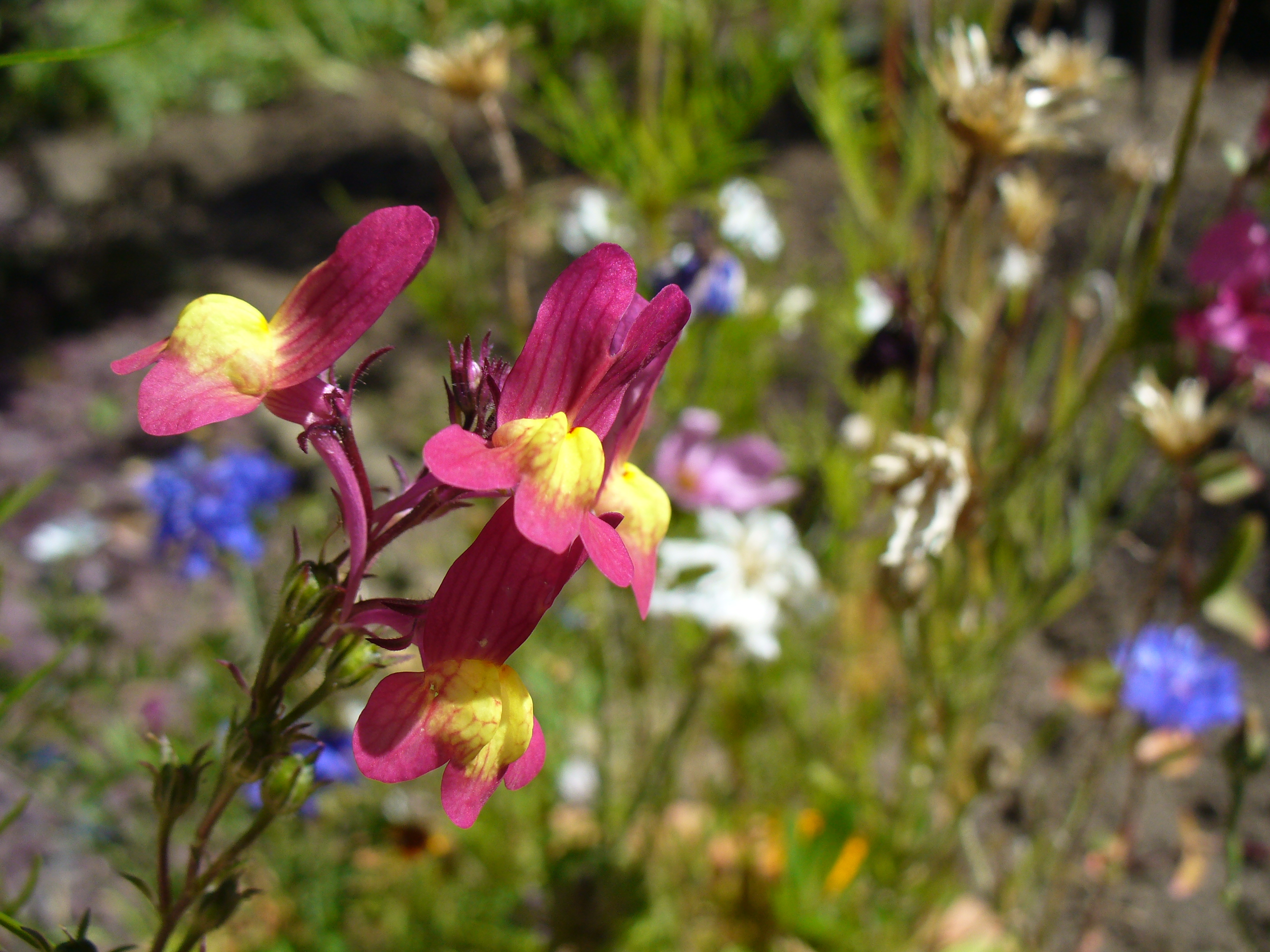